# Tugdual de Tréguier
Pour les articles homonymes, voir Tugdual.
Saint Tugdual, ou Tugal, ou Tual (en latin : Tugdualus), mort à Tréguier, est un religieux du VIe siècle, originaire du pays de Galles ou plus probablement de la Domnonée britonnique (actuel Devon), venu avec soixante-douze religieux évangéliser l'Armorique en débarquant à Porz Pabu dans la presqu'île de Kermorvan (actuellement en Le Conquet dans le Léon) selon son hagiographie.
Saint Tugdual est aussi connu sous les noms de Pabu ou Paban, Tudy, et Tudec. 

.
Les deux noms Tudy, Tudec seraient des formes hypocoristiques de Tugdual.
Le nom Pabu a été probablement un cas, généralement le génitif de Papa. Le mot a le sens de «père», mais aussi d'«évêque». Il ne s'agit donc pas d'un surnom, mais d'un terme de déférence dont on fait précéder le nom du personnage.

Il est fêté le 30 novembre, car selon ses hagiographes, il serait mort le 30 novembre 564.

## Hagiographie et traditions

### Résumé
Selon une vita tardive forgée par le scriptorium trécorrois au XIe siècle afin de légitimer les origines du monastère de Tréguier, Tugdual serait né au Pays de Galles (ou peut-être en Domnonée britannique) au début du VIe siècle. On ignore le nom de son père mais sa mère serait sainte Pompée, présentée comme une sœur de Riwal, le chef de la grande émigration bretonne vers 515. Il aurait étudié à Lan-Illtud-Fawr sous la direction de saint Ildut.
Vers 535, il aurait fondé le monastère de Traon-Trécor au confluent des rivières du Jaudy et du Guindy, dénommé par la suite Lann Treguer.
Il fut le premier évêque de Tréguier vers 550 et est considéré comme l'un des sept saints fondateurs de la Bretagne. La ville de Tréguier est une étape du pèlerinage médiéval des sept saints de Bretagne continentale appelé Tro Breizh  (Tour de Bretagne), et son successeur est Pergat.

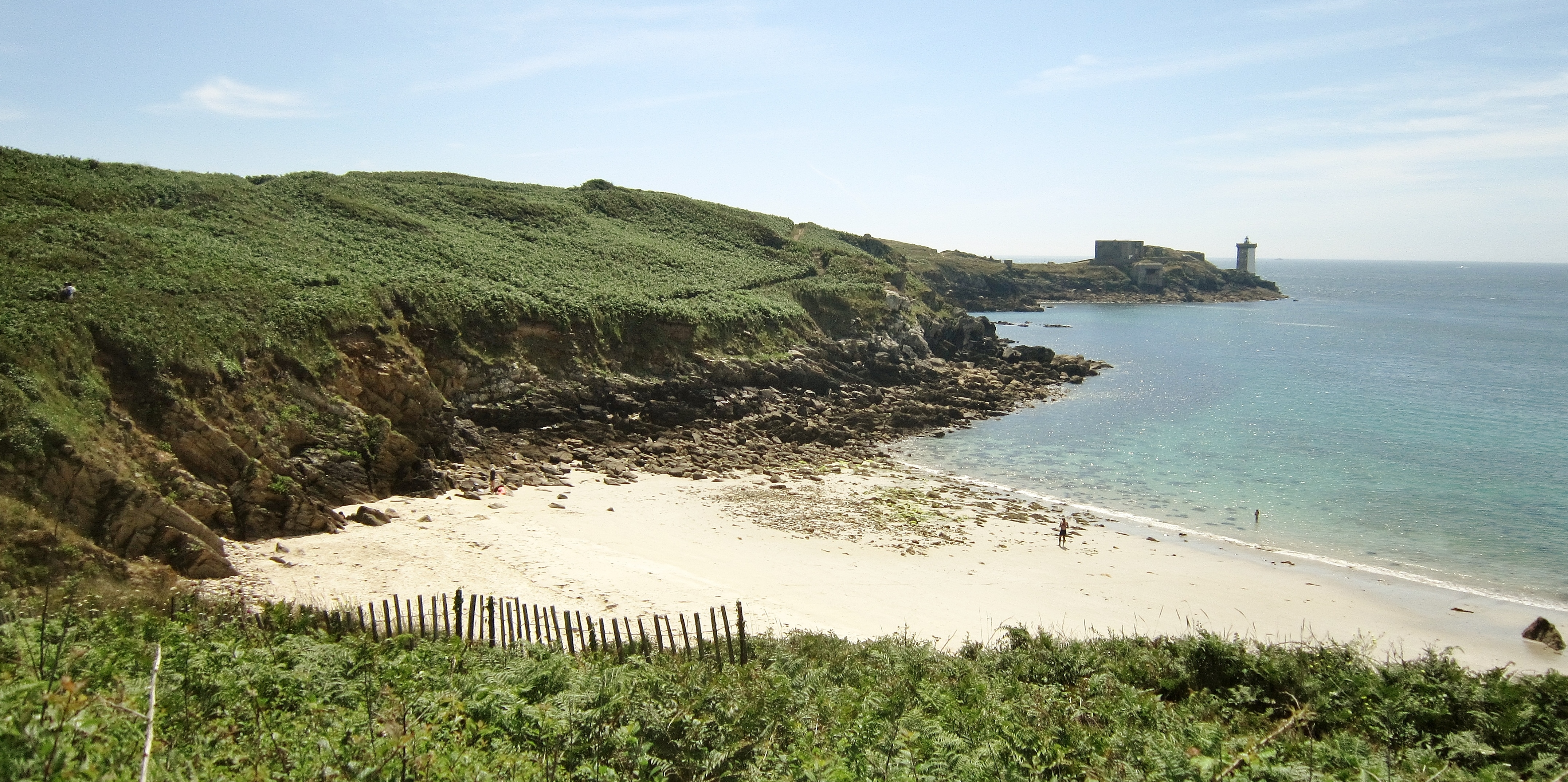
La plage de Porz Pabu dans la presqu'île de Kermorvan (c'est là qu'aurait débarqué saint Pabu).

Si son existence est attestée, comme son épiscopat, les récits de sa vie demeurent incertains et multiples. Sa vie est connue par de multiples traditions compilées entre le IXe et le XIe siècle. Il serait alors le neveu de Riwal, premier prince de la Domnonée, et aurait fait un séjour en Irlande durant sa jeunesse. Il arriverait en Bretagne en débarquant près du Conquet. Il fonde les monastères de Trébabu puis de Tréguier avant 550. Sa famille est écartée du pouvoir, certains assassinés, par Conomor qui a alors l'appui de Childebert Ier. Il se réfugie à Angers auprès d'Aubin, il y prend contact avec Childebert Ier qui renonce à soutenir Conomor ce qui lui permet de restaurer son autorité sur l'abbaye de Tréguier et les paroisses environnantes et de devenir évêque de cette ville. Dans certains écrits, il irait à Rome où il serait pape durant deux ans avant de revenir en Bretagne.
Lors des incursions Vikings, son corps serait transporté à Laval et à Château-Landon, mais sa tête serait à Chartres.

### Controverse
Dom Plaine parle des « Trois Vies de saint Tugdual » qui ont été étudiées par l'historien Bernard Tanguy. La controverse hagiographique porte sur l'équivalence entre saint Tugdual et saint Tudy. L'historien breton Bernard Tanguy aurait résolu cette controverse en établissant la relation « Pabu Tugdual alias Tudi ».

### Localisation de la tradition
Selon Albert le Grand, il passa en Armorique au début du VIe siècle, débarqua dans la presqu'île de Kermorvan près du Conquet. Une autre version de sa vie le fait débarquer au « Port d'Ac'h » (probablement l'Aber Wrac'h), fonda un monastère à Lan Pabu, devenu Trébabu, en Léon, puis un ermitage à Saint-Pabu, sur l'Aber-Benoît. Une troisième version de sa vie le fait débarquer nettement plus au sud de la Cornouaille, l'assimilant à Tudy (saint), disciple de saint Corentin et qui vécut un temps ermite à l'île de Groix. Le monastère de Locmaria-Quimper, qui fut probablement à l'origine de l'évêché de Cornouaille, aurait été fondé par lui.
Il fonda aussi le monastère de Landreger (Tréguier), obtint l'aide de l'évêque Aubin d'Angers et du roi Childebert Ier contre Conomorre. Le même roi Childebert Ier, qu'il aurait rencontré par l'intermédiaire de saint Germain lui aurait donné l'évêché de Lexovie (Lisieux), mais il dut quitter rapidement ce siège épiscopal en raison de persécutions.
Son cousin Deroch, roi de Domnonée, lui offrit alors les terres de sa future ville épiscopale, Tréguier.

### Sept Saints fondateurs de Bretagne
En tant que fondateur de la cité épiscopale de Tréguier, il est considéré comme l'un des sept saints fondateurs de la Bretagne.
La renommée des Sept-Saints est à l'origine du Tro-Breizh (tour de Bretagne, en latin, circuitus Britanniae), souvent appelé aussi « pèlerinage aux Sept Saints », effectué pour les honorer. C'est pourquoi les pèlerins du Tro Breizh lui rendaient un culte dans la cathédrale de Tréguier.

### Détails hagiographiques
Tugdual (ou Tudal ou Tudwal ou Tugal ou Tutuarn ou Tudual) est le fils du roi Hoël Ier et de sainte Pompée (ou Koupaïa en breton), et le frère du roi Hoël II, de sainte Sève et de saint Lunaire, d'origine galloise, ou plus précisément de l'île de Man.
Sa première « Vie » lui prête un sens politique, puisqu'il aurait demandé et obtenu l'aval de Childebert Ier, roi des Francs, pour les terres données par les princes, mais cela peut se voir comme faisant partie de la polémique entre Francs et Bretons sur l'ancienneté de l'autorité (imperium) des premiers. Quoi qu'il en soit, il est élevé malgré lui à la dignité d'évêque, et le roi Childebert Ier lui confie l'évêché de Lexobie, nom ancien de Lisieux. Il y subit des persécutions qui l'obligent à quitter son siège épiscopal et à partir pour Rome.
La tradition veut qu'il soit arrivé à Rome le jour même de la mort du pape Vigile, soit le 7 juin 555. Pendant qu'il priait à la basilique Saint-Pierre de Rome. Une colombe venant se poser sur son épaule pendant le conclave, on voulut le choisir pour pape ; Une hymne trégorrois rappelle cet évènement : In Papam eligitur, nuta Deitatis, Tugdualus... (Est élu pape, sur un signe de Dieu, Tugdual...).
Mais sa modestie et son humilité monastiques, quoiqu'il fût déjà évêque, lui firent renoncer à la charge papale. De là vient qu'il est souvent représenté avec la tiare papale sur la tête, et qu'il lui est donnée l'appellation de Pabu, terme vieux breton signifiant "pape" (en breton moderne, pab).
S. Tugdual revint bientôt à Tréguier, rappelé par les Trégorrois sollicitant sa bénédiction et dans la ville desquels son absence avait causé des querelles et des calamités. Il revint et y exerça son épiscopat en paix jusqu'à son extrême vieillesse, mourant le 30 novembre 553, 559 ou 564.

## Le culte du saint

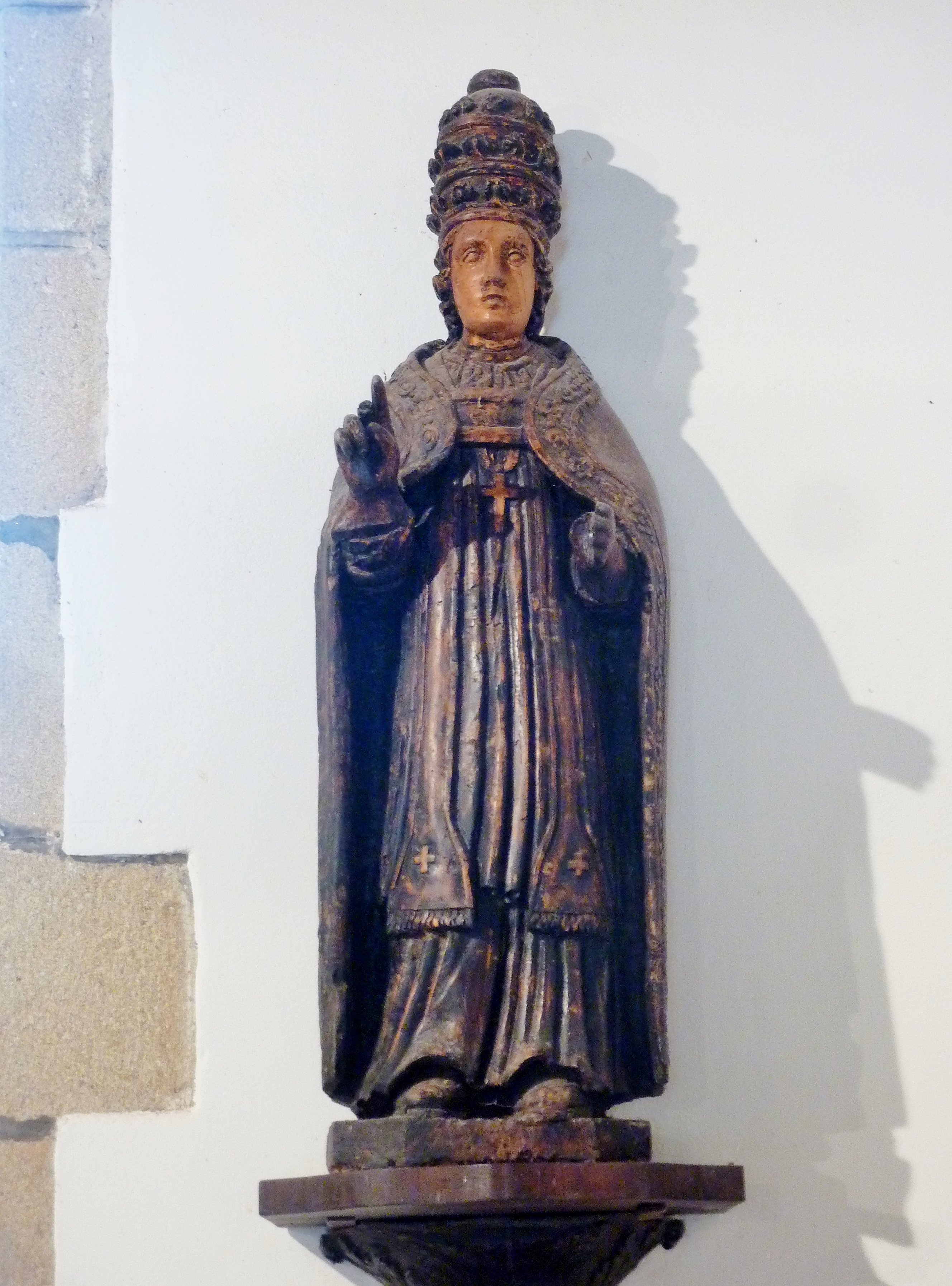
Statue à la chapelle Saint-Tugdual, Lambabu en Plouhinec (Finistère).

L'extension de son culte apparaît très grande, dès lors qu'on voit qu'il est connu sous différents noms ou surnoms : Tudgual, Tudwal, Tuzval, Tudal, T(h)ugal, Tual, Tutuarn, Pabu et peut-être Tudy.
La dénomination « pabu » signifie donc en vieux breton pape, ou père (venant lui-même du grec pappas, père). On retrouve cette désignation ancienne pour beaucoup parmi les saints irlandais fondateurs de communautés en Islande. [réf. nécessaire]
Il en est de même des sept saints du Tro Breizh en Bretagne (Armorique), dont saint Tugdual, souvent nommé « Pabu-Tugdual », ce que confirme S. Albert Le Grand, historien breton, précisant que saint Tugdual (Tugduval) est appelé en breton Sant Pabu ou Papu. Il s'appelait aussi Pabu (Cognomisu Pabu). La raison qu'il en donne est encore le fait qu'il aurait été désigné pour être pape, nommé Leo V Britigena (« Léon Breton »).
Tradition qu'illustre également l'église Saint-André de "Land-Tréguer" (Tréguier) où l'on voit qu'un écusson des armes de saint Tugdual est timbré d'une tiare papale. En effet, il existe en Bretagne (Armorique) un grand nombre d'églises et chapelles dédiées à Saint-Tugdual sous le nom de Pabu, comme Land-Pabu, Tré-Pabu, Loc-Pabu, Ker-Pabu, Mouster-Pabu...
Après Tugdual, tous les évêques de Bretagne seront désignés par le terme pabu.

## L'origine celtique du nom du saint
Le nom originel, attesté en 833, est Tutuual, composé de tut, qui, selon Léon Fleuriot, signifierait « favorable », et de uual qui signifie « valeureux ».
Le w étant souvent remplacé par un g lors des transcriptions en français, Tugdual est une altération médiévale de la forme Tudgual. Une autre hypothèse est que Tugdual se décompose en Tud = peuple et uual = élevé ou valeureux comme Toutatis  où Tud = peuple et tad = père.

## Les lieux de culte

### En France

#### En Bretagne

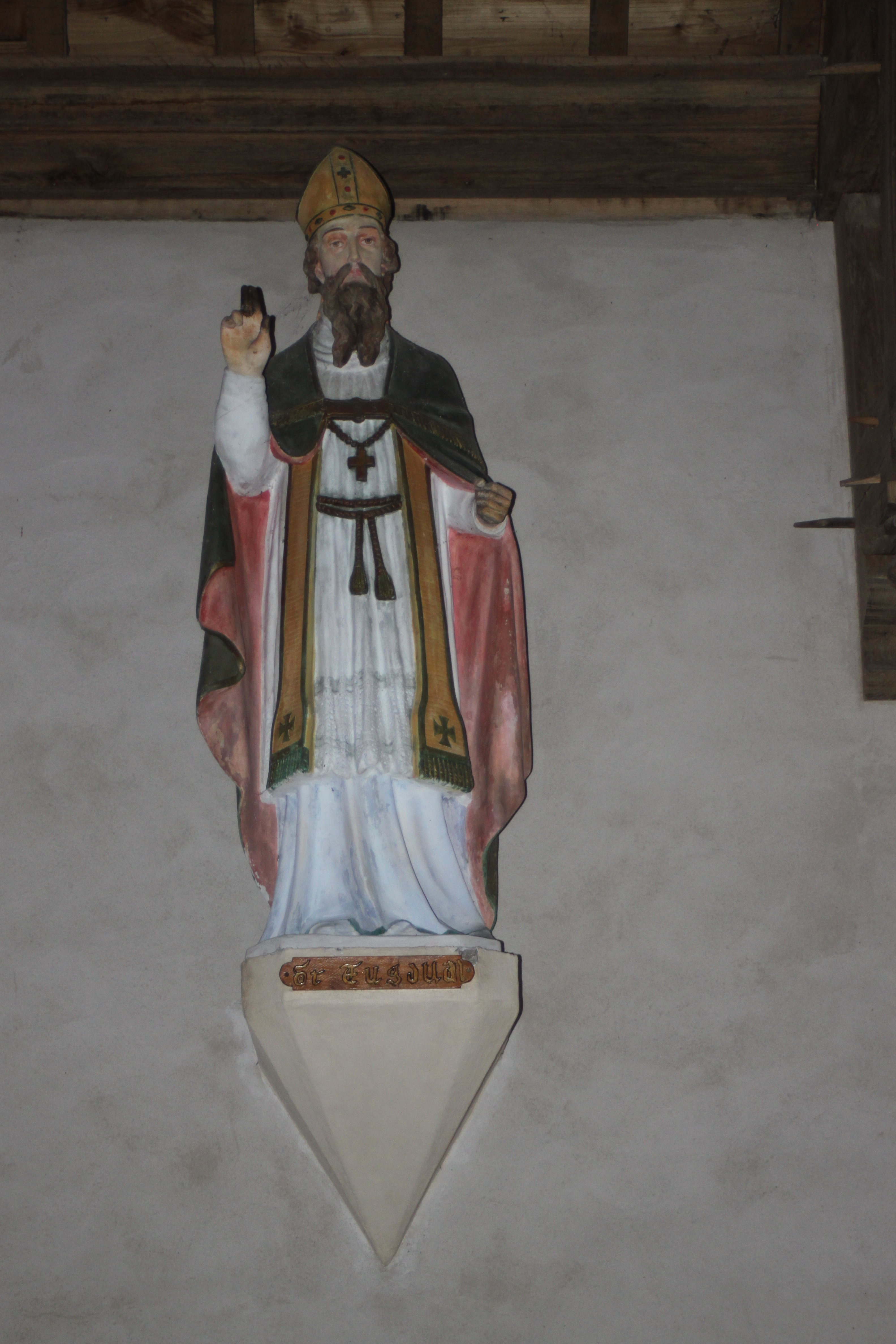
Statue de saint Tugdual, chapelle des Sept-Saints à Erdeven (Morbihan).

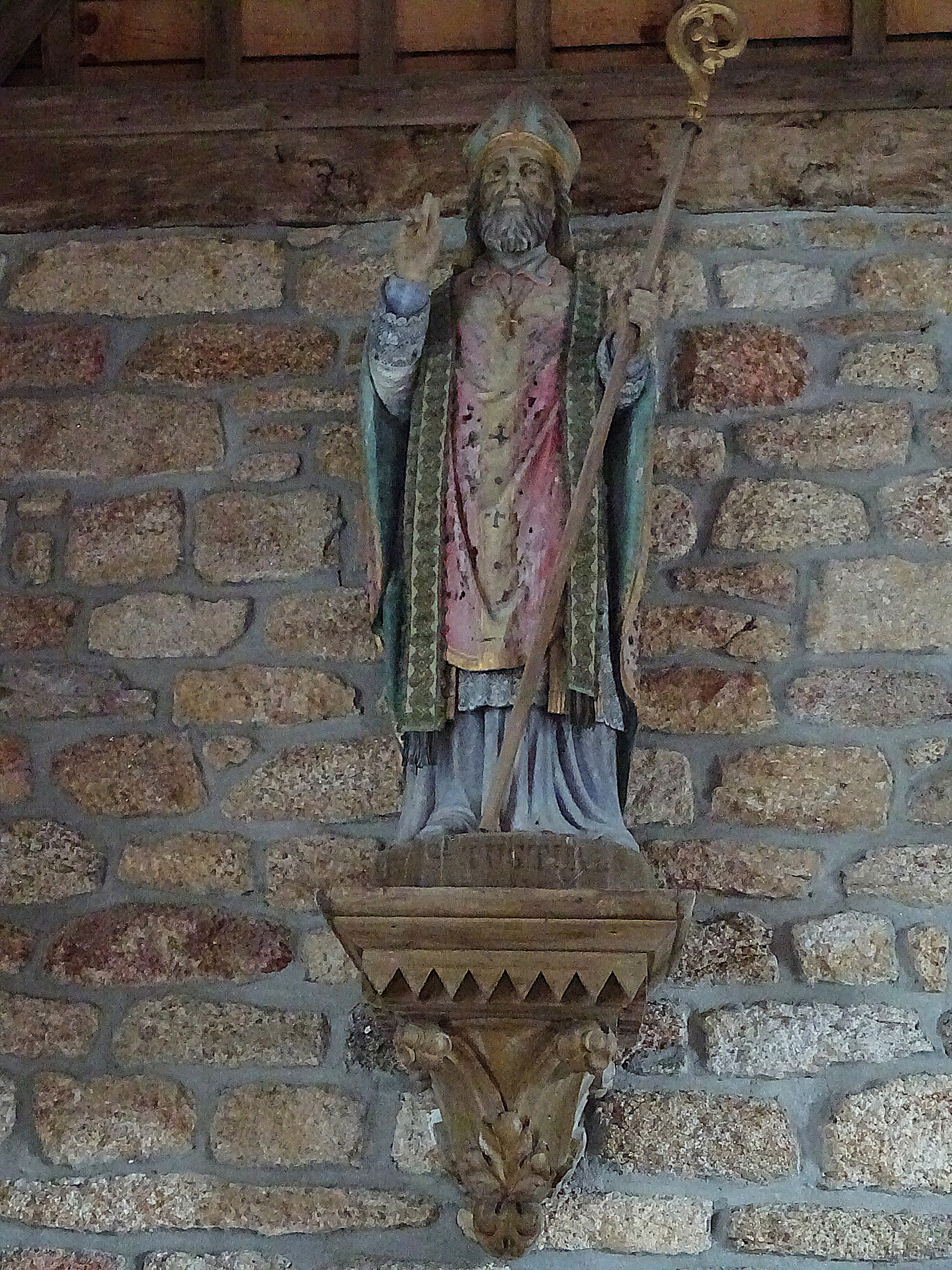
Chapelle Saint-Tugdual de Guiscriff ː statue de saint Tugdual.

Des traces du culte de saint Tugdual se retrouvent essentiellement dans l'Ouest de la Bretagne. Deux régions sont particulièrement concernées :
- le Trégor, où Tugdual est donné comme fondateur de l’évêché de Tréguier (partie des Côtes-d'Armor). La cathédrale de Tréguier, primitivement sous le vocable de saint André, fut placée sous celui de saint Tugdual au XIIIe ou au XIVe siècle et lui reste dédiée même si saint Yves y est davantage honoré désormais. Des chapelles existantes ou ayant existé l’honorent à Bégard, Brélidy, Gurunhuel, Loguivy-Plougras, Plestin, Plouaret, Plougasnou, Plougonver, Plounévez-Moëdec, Quemper-Guézennec. À l'église Saint-Melaine de Morlaix, une vieille statue en bois le représentait. Il a aussi une statue dans l'église de Sainte-Sève.
- le sud-ouest de la Cornouaille, où on trouve des traces de son culte à Cléden-Cap-Sizun, Douarnenez (île Saint-Tutuarn = île Tristan), l'Île-Tudy, Landudal, Loctudy, Pouldreuzic (chapelle de Lababan), Plouhinec (chapelle de Lambabu), Quimper, Combrit. Une chapelle l'honore à Plonévez-du-Faou[20] et une autre à Guiscriff.

Dans le reste de la Bretagne, on trouve aussi son culte dans les communes qui ont associée son nom comme toponyme : Saint-Tugdual (Morbihan), Saint-Thual (Ille-et-Vilaine), Baulon (Ille-et-Vilaine), Saint-Pabu (Finistère), Trébabu (Finistère), Lopabu : cette chapelle qui se trouve dans la commune de Grand-Champ (Morbihan). On trouve dans la Loire-Atlantique plusieurs toponymes le bois Tuaud à Malville, la fontaine Tuaud à Saint-Nazaire, l'hôtel Tuau à Crossac qui font référence au saint ou indirectement au seigneur Tutual de Cordemais présent sur Savenay en 1050; peut-être aussi, mais c'est controversé, les communes en Tudy. Saint Tudy, Loctudy, ou encore des hameaux comme Port-Tudy dans l’île de Groix, lui doivent-elles leur nom.

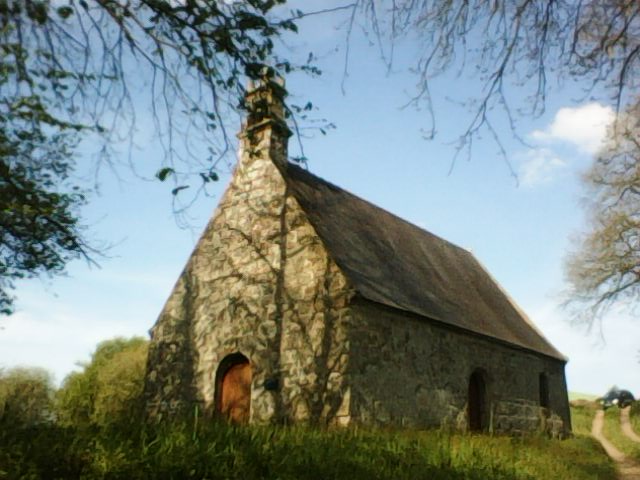
La chapelle Saint-Tugdual de Kerbabu située sur la commune de Plounévez-Moëdec (XVI).

#### Ailleurs en France
- À Laval (Mayenne), on trouvait la collégiale Saint-Tugal de Laval. La plus forte portion du corps de saint Tugal est depuis bien des siècles conservée à Laval. Lors des incursions Vikings, son corps aurait été transporté à Laval et à Château-Landon et sa tête à Chartres. Ensuite ramené partiellement. On trouve aussi la Fontaine de Saint-Tugal.
- Le chef (le crâne) de saint Tugal serait resté à Chartres (Eure-et-Loir) ; il est représenté dans la quatrième lancette du vitrail maître de la chapelle Saint-Piat de la cathédrale.
- D’autres parties de ses ossements furent partagées entre la collégiale de Crépy-en-Valois (Oise) et la ville de Château-Landon (Seine-et-Marne)[22].

### En Grande-Bretagne
- Dans le Nord-Ouest du Pays de Galles, l’une des îles Saint-Tudwal (Ynys Tudwal) est réputée avoir abrité son premier ermitage.
- En face de Guernesey, dans la petite île d’Herm, une ancienne chapelle est dédiée à Saint-Tugual.

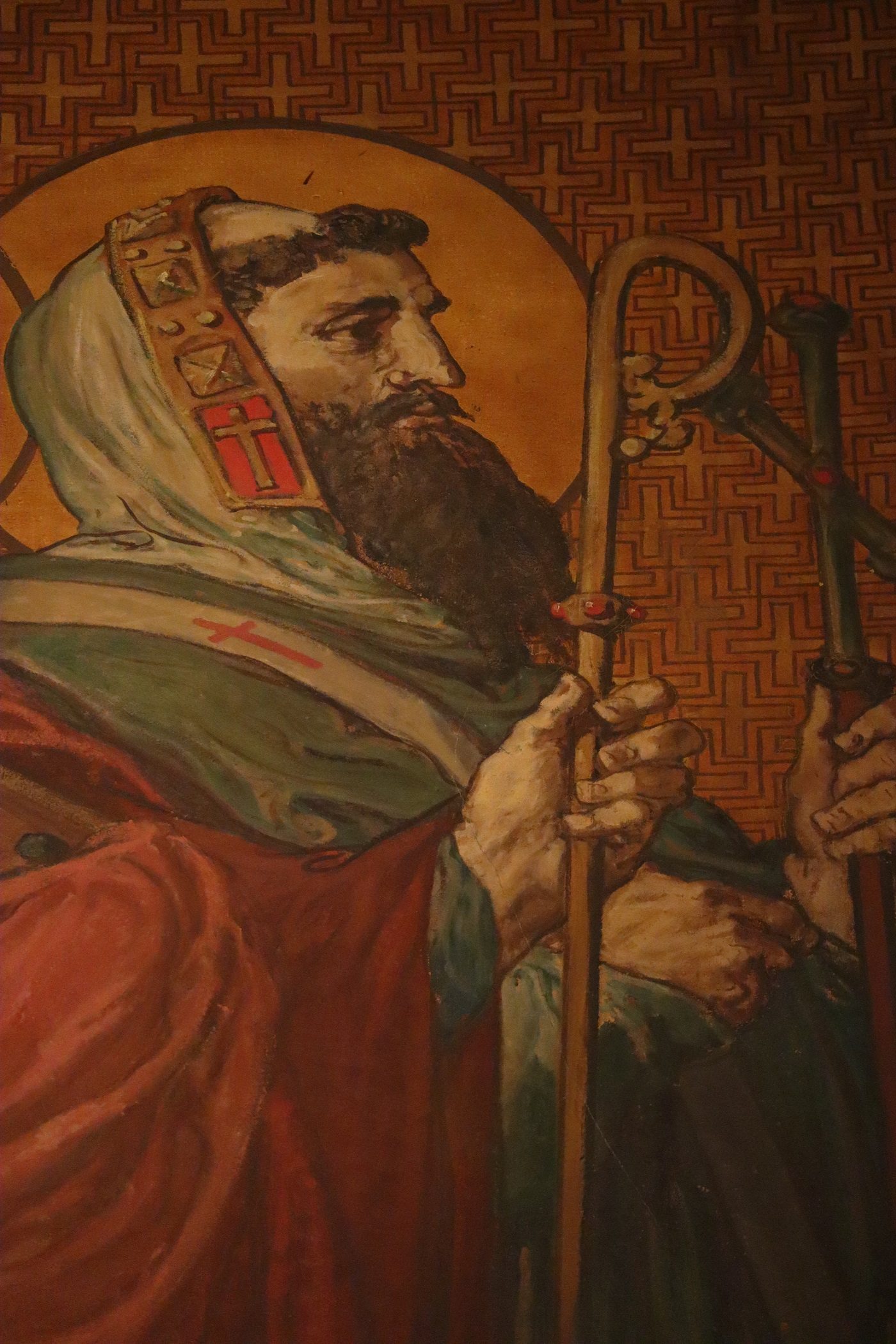
Saint Tugdual représenté parmi la Procession des Saints de Bretagne, déambulatoire de la cathédrale Saint-Pierre de Rennes.
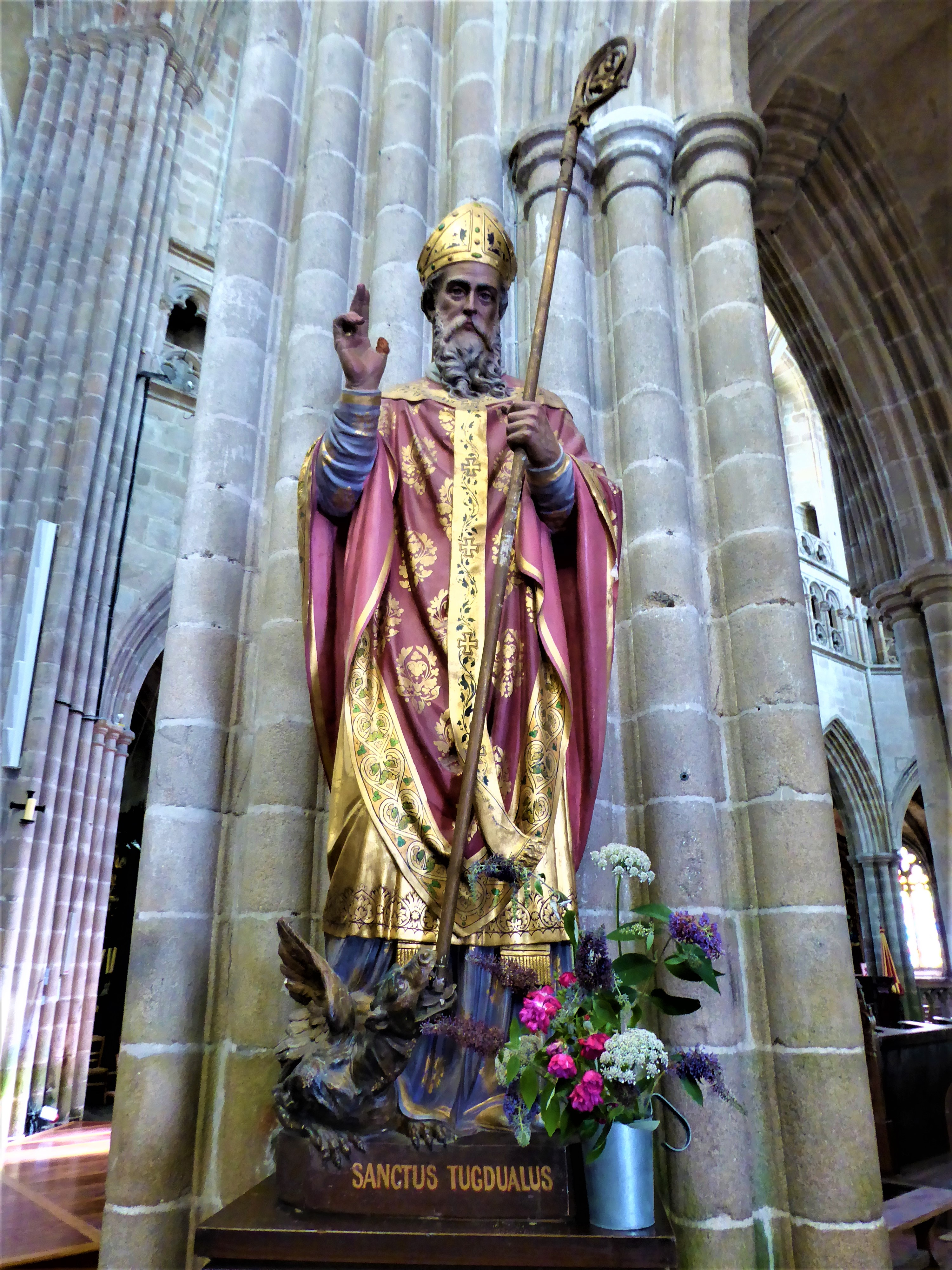
Statue à la cathédrale Saint-Tugdual de Tréguier.
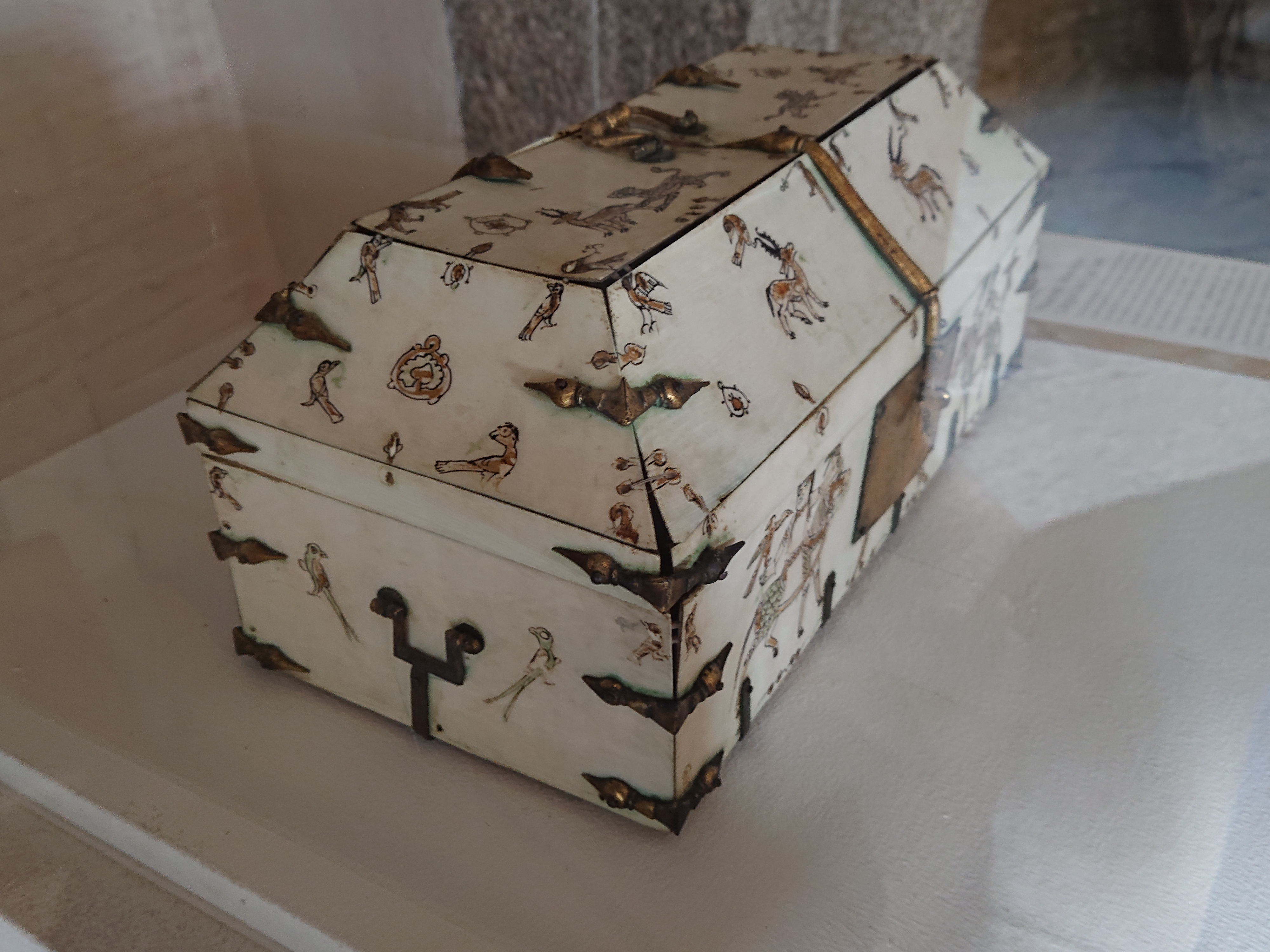
Reliquaire de Saint Tugal, Vieux-Chateau de Laval.